# فردریک ولترز
فردریک ولترز (انگلیسی: Frederick Wolters; ۱۴ ژوئن ۱۹۰۴ – ۲۹ دسامبر ۱۹۹۰) بازیکن هاکی روی چمن اهل ایالات متحده آمریکا بود.